# أرسنال موسم 2009–10
كان موسم 2009–10 هو الموسم الثامن عشر لنادي أرسنال لكرة القدم في الدوري الإنجليزي الممتاز والموسم الرابع والثمانين على التوالي في دوري الدرجة الأولى الإنجليزي لكرة القدم.   بدأت في 1 يوليو 2009 وانتهت في 30 يونيو 2010، مع لعب مباريات تنافسية بين أغسطس ومايو. أنهى النادي حملة الدوري الإنجليزي الممتاز في المركز الثالث، بفارق 11 نقطة خلف تشيلسي البطل. وفي منافسات الكأس المحلية، خرج أرسنال من الجولة الرابعة لكأس الاتحاد الإنجليزي أمام ستوك سيتي، ومن الجولة الخامسة لكأس الرابطة أمام مانشستر سيتي. فشلوا في التقدم أبعد من ربع نهائي دوري أبطال أوروبا، حيث خسروا أمام برشلونة حامل اللقب في مباراة ذهاب وإياب.
لم يحقق أرسنال الكثير من النجاح في سوق الانتقالات؛ وكانت الصفقة الوحيدة التي أبرمها في الصيف هي المدافع توماس فيرمايلين من أياكس. لكن العديد من اللاعبين غادروا النادي قبل انطلاق الموسم، بما في ذلك إيمانويل أديبايور وكولو توريه في صفقتين منفصلتين إلى مانشستر سيتي. ولإنعاش الفريق والاستفادة من إبداع سيسك فابريغاس، اعتمد المدرب أرسين فينغر على طريقة اللعب السلسة 4–3–3. حقق الفريق بداية رائعة؛ وبحلول شهر نوفمبر، كان قد سجل 36 هدفًا في 11 مباراة بالدوري وتأهل إلى مرحلة خروج المغلوب في دوري أبطال أوروبا قبل مباراة واحدة من نهاية الموسم. كان ضعف دفاع أرسنال موضوعًا متكررًا طوال الموسم، مما يعني أن الفريق عانى من أجل الحفاظ على تحدي اللقب، حيث عانى من خسائر متتالية في الدوري الإنجليزي الممتاز في أربع مناسبات.
مثّل 41 لاعبًا مختلفًا نادي أرسنال في أربع مسابقات وكان هناك 14 هدافًا مختلفًا. وكان الهداف الرئيسي لفريق أرسنال هو فابريغاس، الذي أحرز 19 هدفاً في 36 مباراة.